# Nederlands-Nieuw-Guinese gulden
De Nederlands-Nieuw-Guinese gulden was de munteenheid van Nederlands-Nieuw-Guinea.

## Geschiedenis
Na de soevereiniteitsoverdracht van Indonesië bleef aanvankelijk de Nederlands-Indische gulden in gebruik. De omloop bestond uit Javasche Bankpapier, NICA-muntpapier, metalen en papieren pasmunten en zilvergeld. Daarnaast werden op kleine schaal Nederlands-Indische bankbiljetten overgestempeld voor gebruik in Nieuw-Guinea. Deze situatie kon echter niet gehandhaafd worden; mede vanwege de import van betalingsmiddelen uit Indonesië. Velen hoopten hiermee aan de gevolgen van een devaluatie van de rupiah te ontsnappen. In Nieuw-Guinea bracht dit echter een aanzienlijke inflatie teweeg.
Een grote 'geldzuivering' was de oplossing. Deze kwam op 30 maart 1950; alle in omloop zijnde betaalmiddelen werden buiten omloop gesteld en dienden te worden ingeleverd. Het ingeleverde geld, alsmede spaarbanktegoeden werden geblokkeerd. Op diezelfde dag werd de toekomstige munt ingevoerd: de 'Nieuw-Guinea-gulden'. Deze werd gelijkgesteld in waarde aan de Nederlandse en (voormalig) Nederlands-Indische gulden. Desondanks werd er een duidelijk onderscheid gemaakt tussen beide munteenheden. In maart 1953 werd een regeling getroffen die de spaartegoeden deblokkeerde; deze regeling kwam er (met enige uitzondering) op neer dat rekeninghouders 40% van hun spaartegoeden voor 30 maart 1950 tot hun beschikking kregen, vorderingen en schulden van voor 30 maart 1950 konden tevens worden voldaan met 40% van het bedrag in nieuw geld. Deze regeling vormde een effectieve remedie tegen de ontstane inflatie.
De Nederlandse munten geslagen op basis van de Muntwet van 1948 werden (ook) voor Nieuw-Guinea tot wettig betaalmiddel verklaard en in omloop gebracht. Aparte munten voor Nieuw-Guinea werden niet geslagen. Vanaf 1949 werden kleine zendingen Nederlandse centen, stuivers, dubbeltjes en kwartjes naar Nederlands-Nieuw-Guinea gestuurd. De totale waarde van het aantal Nederlandse munten  verzonden tussen 1949 en 1956 bedroeg overigens slechts ƒ 930.000,-.  
Wel werden aparte bankbiljetten voor Nieuw-Guinea vervaardigd. De eerste serie, gedateerd 2 januari 1950, bestond uit waarden van 1, 2½, 5, 10, 25, 100 en 500 gulden. Hun ontwerp was vrij eenvoudig. De biljetten droegen hetzelfde portret van koningin Juliana als de Nederlandse muntbiljetten. Enkele jaren later werd een tweede serie (gedateerd 8 december 1954) in omloop gebracht. Deze serie was door een nieuw portret van de koningin en een ingewikkeldere voorstelling beter beveiligd tegen vervalsing.
Het gebruik van geld bleef onder de autochtone bevolking beperkt. In afgelegen streken bestond er in de jaren 1950 nog een aanzienlijke ruilhandel (met bijlen, schelpen e.d.). Langzaam aan werd geld onder hen echter ook steeds meer geaccepteerd en gebruikt. Hierdoor, en door het groeiende aantal economische activiteiten in de kolonie, groeide de geldomloop snel.
Op 1 oktober 1962 werd het gezag over Nederlands-Nieuw-Guinea overgedragen aan de VN, en vervolgens op 1 mei 1963 aan Indonesië. Tijdens de periode dat het gebied onder VN-bestuur stond, bleef de Nederlands-Nieuw-Guinese gulden in gebruik. Reeds op de dag van de overdracht aan Indonesië (1 mei 1963) werd een nieuwe munt in omloop gebracht. De NNG-gulden werd tegen een koers van 1:1 vervangen door de West-Irian rupiah of Rupiah Irian Barat (IB Rp). Deze munt was uitsluitend bedoeld voor tijdelijk gebruik in West-Irian. De export ervan (ook naar andere delen van Indonesië) zowel als de import van Indonesische rupiah werden verboden. Een vergelijkbare regeling bestond voor de Riau-eilanden. Tussen 1 juni en 30 november 1963 werden alle guldenmunten en -biljetten ingetrokken. De West-Irian rupiah op zijn beurt werd in 1971 ingetrokken tegen een koers van 1 IB Rp = 18,90 Rp. Hiermee werd voormalig Nederlands-Nieuw-Guinea op monetair gebied volledig geïntegreerd in Indonesië.